# Марьина (Орловская область)
Марьина — деревня в Залегощенском районе Орловской области России. Входит в состав Грачёвского сельского поселения.

## География
Деревня находится в центральной части Орловской области, в лесостепной зоне, в пределах центральной части Среднерусской возвышенности, на левом берегу реки Паниковец, на расстоянии примерно 12 километров (по прямой) к северо-западу от посёлка городского типа Залегощь, административного центра района. Абсолютная высота — 213 метров над уровнем моря.
Часовой пояс
Деревня Марьина, как и вся Орловская область, находится в часовой зоне МСК (московское время). Смещение применяемого времени относительно UTC составляет +3:00.

## Население
| 1915 | 2010 |
| ---- | ---- |
| 262  | ↘52  |

Половой состав
По данным Всероссийской переписи населения 2010 года в гендерной структуре населения мужчины составляли 46,2 %, женщины — соответственно 53,8 %.
Национальный состав
Согласно результатам переписи 2002 года, в национальной структуре населения русские составляли 97 % из 86 чел.

## Улицы
Уличная сеть деревни состоит из одной улицы (ул. Цветочная).